# Кобетей
Кобете́й (каз. Көбетей) — село у складі Нуринського району Карагандинської області Казахстану. Адміністративний центр Кобетейського сільського округу.
Населення — 1157 осіб (2021; 1203 у 2009, 1596 у 1999, 1869 у 1989).
Національний склад станом на 1989 рік:
- казахи — 52 %.

До 1999 року село називалося Чернігівка.